# Tuchiroa
Tuchiroa là một chi thực vật có hoa trong họ Đậu.